# Championnat de Slovaquie de basket-ball
 (signalé en août 2025).
Si vous disposez d'ouvrages ou d'articles de référence ou si vous connaissez des sites web de qualité traitant du thème abordé ici, merci de compléter l'article en donnant les références utiles à sa vérifiabilité et en les liant à la section « Notes et références ».
- Archive Wikiwix
- Bing
- Cairn
- DuckDuckGo
- E. Universalis
- Gallica
- Google
- G. Books
- G. News
- G. Scholar
- Persée
- Qwant
- (zh) Baidu
- (ru) Yandex
- (wd) trouver des œuvres sur Wikidata

Le Championnat de Slovaquie de basket-ball également nommé Extraliga, est une compétition de basket-ball qui représente en Slovaquie le sommet de la hiérarchie du basket-ball. La seconde division slovaque est la League One. Le championnat de Slovaquie de basket-ball existe depuis 1993.

## Historique
Le championnat de Slovaquie de basket-ball a été créée en 1992 après la dissolution de la Tchécoslovaquie.

## Palmarès
| Saison    | Champion                                        | Finaliste               | Troisième               |
| --------- | ----------------------------------------------- | ----------------------- | ----------------------- |
| 1993      | BK Davay Pezinok                                | BK Váhostav-SK Žilina   | BK ESO Lučenec          |
| 1993-1994 | BK Prievidza                                    | MBK Pezinok             | BK Ozeta TTS Trenčín    |
| 1994-1995 | BK Prievidza                                    | MBK Pezinok             | BK Iskra Svit           |
| 1995-1996 | BK AŠK Inter Bratislava                         | BK Prievidza            | MBK Pezinok             |
| 1996-1997 | MBK Pezinok                                     | BK Iskra Svit           | BK Prievidza            |
| 1997-1998 | MBK Pezinok                                     | BK Iskra Svit           | BK AŠK Inter Bratislava |
| 1998-1999 | MBK Pezinok                                     | BK AŠK Inter Bratislava | BK Iskra Svit           |
| 1999-2000 | MBK Pezinok                                     | BK AŠK Inter Bratislava | BK Iskra Svit           |
| 2000-2001 | MBK Pezinok                                     | BK Iskra Svit           | VTJ Levice              |
| 2001-2002 | MBK Pezinok                                     | BK Iskra Svit           | BK ESO Lučenec          |
| 2002-2003 | BK Iskra Svit                                   | BK ESO Lučenec          | BK Nitra                |
| 2003-2004 | BK ESO Lučenec                                  | BK Iskra Svit           | Baník Handlová          |
| 2004-2005 | BK Nitra                                        | Baník Handlová          | BK Iskra Svit           |
| 2005-2006 | BK ESO Lučenec                                  | MBK Handlová            | Slávia TU Košice        |
| 2006-2007 | Slávia TU Košice                                | BK AŠK Inter Bratislava | BK 04 Spišská Nová Ves  |
| 2007-2008 | BC Skanska Pezinok                              | BK AŠK Inter Bratislava | MBK Handlová            |
| 2008-2009 | BK Nitra                                        | AB Cosmetics Pezinok    | HBK Prievidza           |
| 2009-2010 | AB Cosmetics Pezinok                            | BK Nitra                | MBK Handlová            |
| 2010-2011 | BK Astrum Levice                                | BK Nitra                | BK Váhostav-SK Žilina   |
| 2011-2012 | BK Prievidza                                    | MBK Rieker Komárno      | BK Nitra                |
| 2012-2013 | BK AŠK Inter Bratislava                         | MBK Rieker Komárno      | BK 04 Spišská Nová Ves  |
| 2013-2014 | BK AŠK Inter Bratislava                         | BK Prievidza            | BK Iskra Svit           |
| 2014-2015 | MBK Rieker Komárno                              | BK Prievidza            | BK AŠK Inter Bratislava |
| 2015-2016 | BK Prievidza                                    | MBK Rieker Komárno      | BK AŠK Inter Bratislava |
| 2016-2017 | BK AŠK Inter Bratislava                         | MBK Rieker Komárno      | Slávia TU Košice        |
| 2017-2018 | BK Levickí                                      | Slávia TU Košice        |                         |
| 2018-2019 | BK AŠK Inter Bratislava                         | BK Prievidza            |                         |
| 2019-2020 | Non attribué pour cause de Pandémie de Covid-19 |                         |                         |
| 2020-2021 | Spišskí Rytieri                                 | BK Levickí              |                         |
| 2021-2022 | BK Levickí                                      | BK ESO Lučenec          |                         |
| 2022-2023 | Spišskí Rytieri                                 | MBK Rieker Komárno      |                         |
| 2023-2024 | BK Levickí                                      | BK Spišskí Rytieri      |                         |
| 2024-2025 | BK Levickí                                      | BK AŠK Inter Bratislava |                         |

## Bilan par club
| Position | Club                         | Champion                                                 | Finaliste                        | Troisième                        |
| -------- | ---------------------------- | -------------------------------------------------------- | -------------------------------- | -------------------------------- |
| 1.       | MBK Pezinok                  | 9 (1993, 1997, 1998, 1999, 2000, 2001, 2002, 2008, 2010) | 3 (1994, 1995, 2009)             | 1 (1996)                         |
| 2.       | BK AŠK Inter Bratislava      | 5 (1996, 2013, 2014, 2017, 2019)                         | 5 (1999, 2000, 2007, 2008, 2025) | 3 (1998, 2015, 2016)             |
| 3.       | BK Prievidza                 | 4 (1994, 1995, 2012, 2016)                               | 4 (1995, 2014, 2015, 2019)       | 2 (1996, 2009)                   |
| 4.       | BK Levickí                   | 4 (2018, 2022, 2024, 2025)                               | 1 (2021)                         |                                  |
| 5.       | BK Nitra                     | 2 (2005, 2009)                                           | 2 (2010, 2011)                   | 2 (2003, 2012)                   |
| 6.       | BK ESO Lučenec               | 2 (2004, 2006)                                           | 2 (2003, 2022)                   | 2 (1993, 2002)                   |
| 7.       | BK Iskra Svit                | 1 (2003)                                                 | 5 (1997, 1998, 2001, 2002, 2004) | 5 (1995, 1999, 2000, 2005, 2014) |
| 8.       | MBK Rieker Komárno           | 1 (2015)                                                 | 5 (2012, 2013, 2016, 2017, 2023) |                                  |
| 9.       | Slávia TU Košice             | 1 (2007)                                                 |                                  | 2 (2006, 2017)                   |
| 10.      | ONYX Levice                  | 1 (2011)                                                 |                                  | 1 (2001)                         |
| 11.      | Spišskí Rytieri              | 1 (2021)                                                 | 1 (2024)                         |                                  |
| 12.      | MBK Handlová                 |                                                          | 2 (2005, 2006)                   | 3 (2004, 2008, 2010)             |
| 13.      | BK Váhostav-SK Žilina        |                                                          | 1 (1993)                         | 1 (2011)                         |
| 14.      | BK 04 AC LB Spišská Nová Ves |                                                          |                                  | 2 (2007, 2013)                   |
| 15.      | BK Ozeta TTS Trenčín         |                                                          |                                  | 1 (1994)                         |